# Jauhien Sztop
Jauhien Alaksandrawicz Sztop (biał. Яўген Аляксандравіч Штоп, ros. Евгений Александрович Штоп, Jewgienij Aleksandrowicz Sztop; ur. 25 października 1939 w Wołkowysku) – białoruski pracownik kultury, baletmistrz i polityk, w latach 1997–2000 członek Rady Republiki Zgromadzenia Narodowego Republiki Białorusi I kadencji.

## Życiorys
Urodził się 25 października 1939 roku w Wołkowysku na Zachodniej Białorusi. W latach 1956–1959 pracował jako tokarz w Wołkowyskiej Odlewni Mechanicznej. W latach 1959–1960 był artystą akrobatą w Białoruskiej Filharmonii Państwowej, artystą baletowym w Państwowym Zespole Tańca Białoruskiej SRR. W latach 1960–1961 pełnił funkcję dyrektora Wołkowyskiego Rejonowego Domu Kultury. W latach 1961–1964 służył w szeregach Armii Radzieckiej. W latach 1964–1977 pracował jako kierownik artystyczny Zespołu Tańca Ludowego „Ranica” w Domu Kultury Pracowników Przemysłu Włókienniczego w Grodnie. W 1973 roku ukończył Leningradzką Wyższą Szkołę Związków Zawodowych, uzyskując wykształcenie metodyka działalności kulturalno-oświatowej. W latach 1977–1979 był baletmistrzem inscenizatorem w Państwowym Zespole Tańca Białoruskiej SRR. W latach 1979–1987 ponownie był kierownikiem artystycznym „Ranicy” w Domu Kultury w Grodnie. Od 1987 roku pełnił funkcję kierownika artystycznego Zespołu Pieśni, Muzyki i Tańca „Biełyje Rosy” Grodzieńskiej Filharmonii Obwodowej.
13 stycznia 1997 roku został członkiem nowo utworzonej Rady Republiki Zgromadzenia Narodowego Republiki Białorusi I kadencji. Od 22 stycznia pełnił w niej funkcję członka Stałej Komisji ds. Socjalnych. Jego kadencja w Radzie Republiki zakończyła się 19 grudnia 2000 roku.

## Odznaczenia
- Zasłużony Pracownik Kultury Republiki Białorusi (1975);
- trzy medale;
- dwie gramoty pochwalne Rady Najwyższej BSRR[1].

## Życie prywatne
Jauhien Sztop jest żonaty.